# Lighttpd
lighttpd (pisane też jako Light-TPD lub Lighty) – opensource'owy serwer WWW stworzony do szybkiej pracy napisany przez Jana Kschenke jako kod proof-of-concept problemu c10k – jak przyjąć 10000 połączeń na jednym serwerze.

## Obsługiwane aplikacje
lighttpd obsługuje interfejsy FastCGI, SCGI i CGI, umożliwiając dostęp do aplikacji napisanych praktycznie w dowolnym języku programowania. Może być użyty z PHP, Pythonem, Perlem, Rubym i Lua. Jest popularnym serwerem dla Catalyst i Ruby on Rails. lighttpd nie wspiera ISAPI.

## Możliwości
- Wsparcie dla FastCGI, SCGI i proxy
- Obsługa chroot
- Przyjazne linki (mod rewrite)
- Obsługa SSL i TLS przez OpenSSL
- Statystyki RRDtool
- Wsparcie dla modułów
- Minimalna obsługa WebDAV
- Lekkość (mniej niż 1 MB)
- Server Side Includes

## Użycie
lighttpd jest używane przez wiele dużych serwisów takich jak Meebo, YouTube, projekty Fundacji Wikimedia i SourceForge. Trzy z najpopularniejszych serwisów torrentowych uruchomionych na tym serwerze to The Pirate Bay, Mininova i isoHunt.